# われらの世界
『われらの世界』（われらのせかい）は、1967年6月25日から26日にかけ放送された世界初の多元衛星中継のテレビ番組である。

## 概要
イギリス・英国放送協会（BBC）をキーステーションに、5大陸・14か国の放送局が参加。31地点を4個の衛星で結び、世界24カ国で中継放送された。
BBCは当初、この番組を『80分世界一周旅行』というタイトルで衛星中継を使った紀行ものとして欧州放送連合（EBU）に提案した。しかし、番組の準備でEBUのスタッフがインドを訪れた時、人口増加と貧困・飢餓の現実を目にして企画を変更し、タイトルも『われらの世界』に変更した。この番組はコマーシャルを入れない方針のため、アメリカの三大ネットワークは参加せず、同国からは非商業教育テレビ局のNET（アメリカ教育テレビジョン、現：PBS=公共放送サービス）が参加することになった。放送20日前の1967年6月6日に第3次中東戦争が勃発、戦争は6日間で終結したもののこの余波で6月21日にソビエト連邦・チェコスロバキア・ポーランド・東ドイツ・ハンガリーの東側諸国が参加を取り止めた。理由として「西側諸国の中にアラブ諸国を非難しているものがあり、『われらの世界』は人道主義的理想を失った」とソ連のタス通信が述べた。
日本からは日本放送協会（NHK）が参加し、1967年6月26日の3時55分から6時3分（JST）にかけてNHK総合テレビで放送された。日本での進行役は、当時NHKのアナウンサーだった宮田輝が務めた。

## 参加放送局
| 国名           | 放送局                                                       |
| -------------- | ------------------------------------------------------------ |
| オーストラリア | オーストラリア放送協会（ABC）                                |
| オーストリア   | オーストリア放送協会（ORF）                                  |
| カナダ         | カナダ放送協会（CBC）                                        |
| デンマーク     | デンマーク放送協会（DR）                                     |
| フランス       | フランス放送協会（ORTF 現：フランス・テレビジョン）          |
| イタリア       | イタリア放送協会（RAI）                                      |
| 日本           | 日本放送協会（NHK）                                          |
| メキシコ       | テレシステマ・メヒカーノ（TSM）（現：テレビサ）              |
| スペイン       | テレビシオン・エスパニョーラ（TVE）                          |
| スウェーデン   | スウェーデン・ラジオ（SR）                                   |
| チュニジア     | ラジオテレビ・チュニジア（RTT 現：チュニジアテレビ放送公社） |
| イギリス       | 英国放送協会（BBC）                                          |
| アメリカ       | アメリカ教育テレビジョン（NET 現：公共放送サービス）         |
| 西ドイツ       | ドイツ公共放送連盟（ARD）                                    |

## テーマ
この番組は6つのテーマによって番組が成り立っていた。
赤ちゃん誕生
最初に、札幌の北海道大学病院での新生児の出産が取り上げられた。その他、デンマークのオーフス、メキシコシティ、カナダのエドモントンでも中継された。
世界のこの瞬間
中継地点はオーストリア・リンツの製鉄所、パリのヘリコプターからの眺め、チュニジアの首都チュニス、スペイン南部の漁港ウエルバ、米ソ首脳会談中のアメリカ・ニュージャージー州・グラスボロ（Glassboro）の州立大学の学長公邸、カナダ・ゴーストレイク（Ghost Lake）の牧場、バンクーバーの海岸、東京・三田の地下鉄工事現場、メルボルン。
過密世界
中継地点はニューヨーク、キャンベラの食糧問題研究所、アメリカ中北部のウィスコンシン州、高松の海老養殖場、モントリオールの万国博覧会の様子、スコットランドの農場。
健全な肉体を求めて
当時のバタフライ世界記録保持者であるカナダのエレイン・タナー（Elaine Tanner）、イタリアの障害馬術選手ディンツェア兄弟、スウェーデンのカヌー選手が記録に挑戦する姿、実験海中住宅をフランスマルセイユ沖に沈める様子を取り上げた。
芸術の追求
サン・ピエトロ大聖堂で『ロミオとジュリエット』の映画撮影の様子、西ドイツのバイロイト祝祭劇場でオペラ『ローエングリン』第2幕のリハーサルの様子、フランスのサン=ポール=ド=ヴァンスの美術館でアレクサンダー・カルダーとジョアン・ミロが出演、メキシコシティで音楽番組の収録の様子、ニューヨークのリンカーン・センターでレナード・バーンスタインとヴァン・クライバーンがリハーサルをしている様子、ビートルズがレコーディングをしている様子を取り上げた。
「イギリス代表」として出演したビートルズは、ロンドンのEMIレコーディング・スタジオにて当時の未発表曲である「愛こそはすべて」のレコーディング・セッションを6分間にわたり披露した。このセッションにはほかにもフェデリコ・フェリーニ、ローリング・ストーンズ、エリック・クラプトン、マリアンヌ・フェイスフル、キース・ムーン、グラハム・ナッシュなどが参加した。
宇宙のかなたへ
最後に、ケープ・ケネディ基地の様子、オーストラリアのパークス天文台の巨大な電波望遠鏡を取り上げて終了する。
当初はこれに「世界の食糧」を加えた7つのセクションで放送する予定だったがカットされ、このセクションで取り上げる予定のものは「過密世界」に組み込まれた。